# Третяк Сергій Володимирович
Сергій Володимирович Третяк (нар. 7 вересня 1963, Херсон, СРСР) — колишній український футболіст, захисник та півзахисник, відомий виступами за єрусалимський «Бейтар» та одеський «Чорноморець».

## Кар'єра
Сергій Третяк дебютував на професійному рівні у 1982 році в СКА «Одеса», яка на той час виступала в Першій лізі СРСР. В 1983 році він брав участь у літній спартакіаді, де представляв збірну УРСР. Майстер спорту СРСР з 1984 року. В 1992 році Третяк переїхав до Ізраїлю, підписавши 6-річний контракт з єрусалимським «Бейтаром». Він завершив ігрову кар'єру в 2001 році, після чого більше 10 років тренував молодіжний склад «Бейтара». За збірну України провів 2 матчі. Дебютував 29 квітня 1992 року в товариському матчі зі збірною Угорщини. То був перший матч в історії збірної України. 

## Титули і досягнення
/ «Чорноморець»
- Кубок Федерації
  - Володар (1): 1990

 «Бейтар»
- Чемпіонат Ізраїлю
  - Чемпіон (3): 1992-93, 1996-97, 1997-98
- Кубок Ізраїлю
  - Фіналіст (2): 1998-99, 1999-00
- Кубок ізраїльської ліги
  - Володар (1): 1997-98